# (19578) Kirkdouglas
(19578) Kirkdouglas est un astéroïde de la ceinture principale.

## Description
(19578) Kirkdouglas est un astéroïde de la ceinture principale. Il fut découvert par John Broughton le 20 juin 1999 à l'observatoire de Reedy Creek. Il présente une orbite caractérisée par un demi-grand axe de 2,401 UA, une excentricité de 0,179 et une inclinaison de 2,303° par rapport à l'écliptique.
Il fut nommé en hommage à l'acteur américain Kirk Douglas, qui émergea des profondeurs de la pauvreté pour devenir un géant d'Hollywood.

## Compléments